# Bauke Muller
Bauke Muller (ur. 17 lutego 1962) – holenderski brydżysta z tytułami World Grand Master w kategorii Open (WBF) oraz European Grand Master i European Champion w kategorii Open (EBL).
Bauke Muller jest żonaty i ma córkę. Z wykształcenia jest psychologiem. Pracuje jako badacz w Institute for Employee Benefits.
Jego partnerem brydżowym jest Simon de Wijs. Ma przydomek "profesor".

## Wyniki brydżowe

### Olimpiady
Na olimpiadach uzyskał następujące rezultaty:
| Olimpiady brydżowe. Zawody teamów | Olimpiady brydżowe. Zawody teamów | Olimpiady brydżowe. Zawody teamów | Olimpiady brydżowe. Zawody teamów | Olimpiady brydżowe. Zawody teamów | Olimpiady brydżowe. Zawody teamów |
| Rok                               | Miejsce                           | Zawody                            | Kategoria                         | Drużyna                           | Pozycja                           |
| --------------------------------- | --------------------------------- | --------------------------------- | --------------------------------- | --------------------------------- | --------------------------------- |
| 2012                              | Lille                             | 2. Olimpiada Sportów Umysłowych   | Open                              | Netherlands                       | 5                                 |
| 2008                              | Pekin                             | 1. Olimpiada Sportów Umysłowych   | Open                              | Netherlands                       | 5                                 |
| 2000                              | Maastricht                        | 11. Olimpiada Brydżowa            | Open                              | Netherlands                       | 9                                 |
| 1996                              | Rodos                             | 10. Olimpiada Teamów              | Open                              | Netherlands                       | 13                                |
| 1992                              | Salsomaggiore                     | 9. Olimpiada Teamów               | Open                              | Netherlands                       | 3                                 |

### Zawody światowe
W światowych zawodach zdobył następujące lokaty:
| Mistrzostwa Świata. Konkurencja teamów | Mistrzostwa Świata. Konkurencja teamów | Mistrzostwa Świata. Konkurencja teamów | Mistrzostwa Świata. Konkurencja teamów | Mistrzostwa Świata. Konkurencja teamów | Mistrzostwa Świata. Konkurencja teamów |
| Rok                                    | Miejsce                                | Zawody                                 | Kategoria                              | Drużyna                                | Pozycja                                |
| -------------------------------------- | -------------------------------------- | -------------------------------------- | -------------------------------------- | -------------------------------------- | -------------------------------------- |
| 2011                                   | Pekin                                  | SportAccord World Mind Games           | Mężczyźni                              | Netherlands                            | 1                                      |
| 2011                                   | Veldhoven                              | 40. Mistrzostwa Świata Teamów          | Open                                   | Netherlands                            | 1                                      |
| 2010                                   | Filadelfia                             | 13. Seria Mistrzostw Świata            | Miksty                                 | Berg                                   | 37                                     |
| 2010                                   | Filadelfia                             | 13. Seria Mistrzostw Świata            | Open                                   | Berg                                   | 17                                     |
| 2009                                   | São Paulo                              | 39. Mistrzostwa Świata Teamów          | Open                                   | Netherlands                            | 5                                      |
| 2007                                   | Szanghaj                               | 38. Mistrzostwa Świata Teamów          | Open                                   | Netherlands                            | 3                                      |
| 2005                                   | Estoril                                | 37. Mistrzostwa Świata Teamów          | Trans                                  | Orange 1                               | 58                                     |
| 2005                                   | Estoril                                | 37. Mistrzostwa Świata Teamów          | Open                                   | Netherlands                            | 10                                     |
| 2003                                   | Monte Carlo                            | 36. Mistrzostwa Świata Teamów          | Trans                                  | Jansma                                 | 3                                      |
| 2002                                   | Montreal                               | 11. Mistrzostwa Świata                 | Open                                   | Muller                                 | 17                                     |
| 1998                                   | Lille                                  | 10 Mistrzostwa Świata                  | Open                                   | Westra                                 | 17                                     |
| 1993                                   | Santiago                               | 31. Mistrzostwa Świata Teamów          | Open                                   | Netherlands                            | 1                                      |

| Mistrzostwa Świata. Konkurencja par | Mistrzostwa Świata. Konkurencja par | Mistrzostwa Świata. Konkurencja par | Mistrzostwa Świata. Konkurencja par | Mistrzostwa Świata. Konkurencja par | Mistrzostwa Świata. Konkurencja par |
| Rok                                 | Miejsce                             | Zawody                              | Kategoria                           | Partner                             | Pozycja                             |
| ----------------------------------- | ----------------------------------- | ----------------------------------- | ----------------------------------- | ----------------------------------- | ----------------------------------- |
| 2011                                | Pekin                               | SportAccord World Mind Games        | Mężczyźni                           | Simon de Wijs                       | 5                                   |
| 1998                                | Lille                               | 10. Mistrzostwa Świata              | Open                                | Wubbo de Boer                       | 14                                  |
| 1990                                | Genewa                              | 8. Mistrzostwa Świata               | Open                                | Wiebe de Jong                       | 57                                  |

| Mistrzostwa Świata. Konkurencja indywidualna | Mistrzostwa Świata. Konkurencja indywidualna | Mistrzostwa Świata. Konkurencja indywidualna | Mistrzostwa Świata. Konkurencja indywidualna | Mistrzostwa Świata. Konkurencja indywidualna | Mistrzostwa Świata. Konkurencja indywidualna |
| Rok                                          | Miejsce                                      | Zawody                                       | Kategoria                                    | Pozycja                                      |                                              |
| -------------------------------------------- | -------------------------------------------- | -------------------------------------------- | -------------------------------------------- | -------------------------------------------- | -------------------------------------------- |
| 2011                                         | Pekin                                        | SportAccord World Mind Games                 | Mężczyźni                                    | 10                                           |                                              |
| 1996                                         | Paryż                                        | 3. Indywidualne Mistrzostwa Świata           | Open                                         | 19                                           |                                              |
| 1994                                         | Paryż                                        | 2. Indywidualne Mistrzostwa Świata           | Open                                         | 27                                           |                                              |

### Zawody europejskie
W europejskich zawodach zdobył następujące lokaty:
| Zawody europejskie. Konkurencja teamów | Zawody europejskie. Konkurencja teamów | Zawody europejskie. Konkurencja teamów   | Zawody europejskie. Konkurencja teamów | Zawody europejskie. Konkurencja teamów | Zawody europejskie. Konkurencja teamów |
| Rok                                    | Miejsce                                | Zawody                                   | Kategoria                              | Drużyna                                | Pozycja                                |
| -------------------------------------- | -------------------------------------- | ---------------------------------------- | -------------------------------------- | -------------------------------------- | -------------------------------------- |
| 2012                                   | Dublin                                 | 51. Mistrzostwa Europy Teamów            | Open                                   | Netherlands                            | 2                                      |
| 2011                                   | Bad Honnef                             | 10. Puchar Europy                        | Open                                   | Onstein - Netherlands                  | 2                                      |
| 2010                                   | Izmir                                  | 9. Puchar Europy Teamów                  | Open                                   | Onstein - Netherlands                  | 1                                      |
| 2010                                   | Ostenda                                | 50. Mistrzostwa Europy Teamów            | Open                                   | Netherlands                            | 6                                      |
| 2009                                   | San Remo                               | 4. Otwarte Mistrzostwa Europy            | Open                                   | Netherlands White                      | 1                                      |
| 2007                                   | Antalya                                | 3. Otwarte Mistrzostwa Europy            | Open                                   | Orange 2                               | 3                                      |
| 2006                                   | Rzym                                   | 5. Puchar Europy                         | Open                                   | TLR - Netherlands                      | 2                                      |
| 2006                                   | Warszawa                               | 48. Mistrzostwa Europy Teamów            | Open                                   | Netherlands                            | 5                                      |
| 2005                                   | Teneryfa                               | 2. Otwarte Mistrzostwa Europy            | Open                                   | Orange 1                               | 1                                      |
| 2004                                   | Malmö                                  | 47. Mistrzostwa Europy Teamów            | Open                                   | Netherlands                            | 6                                      |
| 2003                                   | Mentona                                | 1. Otwarte Mistrzostwa Europy            | Open                                   | Net Muller                             | 17                                     |
| 2002                                   | Salsomaggiore                          | 46. Mistrzostwa Europy Teamów            | Open                                   | Netherlands                            | 7                                      |
| 1999                                   | Malta                                  | 44. Mistrzostwa Europy Teamów            | Open                                   | Netherlands                            | 10                                     |
| 1993                                   | Mentona                                | 41. Mistrzostwa Europy Teamów            | Open                                   | Netherlands                            | 4                                      |
| 1992                                   | Ostenda                                | 2. Mistrzostwa Europy Mikstów            | Miksty                                 | Schippers                              | 29                                     |
| 1984                                   | Hasselt                                | 9. Młodzieżowe Mistrzostwa Europy Teamów | Juniorzy                               | Netherlands                            | 8                                      |

| Zawody europejskie. Konkurencja par | Zawody europejskie. Konkurencja par | Zawody europejskie. Konkurencja par | Zawody europejskie. Konkurencja par | Zawody europejskie. Konkurencja par | Zawody europejskie. Konkurencja par |
| Rok                                 | Miejsce                             | Zawody                              | Kategoria                           | Partner                             | Pozycja                             |
| ----------------------------------- | ----------------------------------- | ----------------------------------- | ----------------------------------- | ----------------------------------- | ----------------------------------- |
| 2009                                | San Remo                            | 4. Otwarte Mistrzostwa Europy       | Open                                | Simon de Wijs                       | 17                                  |
| 2007                                | Antalya                             | 3. Otwarte Mistrzostwa Europy       | Open                                | Simon de Wijs                       | 40                                  |
| 2005                                | Teneryfa                            | 2. Otwarte Mistrzostwa Europy       | Open                                | Simon de Wijs                       | 4                                   |
| 2003                                | Mentona                             | 1. Otwarte Mistrzostwa Europy       | Open                                | Simon de Wijs                       | 18                                  |
| 1995                                | Rzym                                | 8. Mistrzostwa Europy Par           | Open                                | Berry Westra                        | 11                                  |
| 1993                                | Bielefeld                           | 7. Mistrzostwa Europy Par           | Open                                | Wubbo de Boer                       | 19                                  |

## Klasyfikacja
- Bauke Muller – klasyfikacja WBF (ang.)
- Bauke Muller – klasyfikacja EBL (ang.)